# 伊戈尔陨石坑
伊戈尔陨石坑（Igor）是位于月球正面雨海西部的一座小撞击坑，是前苏联搭载了月球车1号的太空探测器-月球17号的登月点，其名称取自俄语男性名，以纪念月球车遥控项目组指令员-伊戈尔·列昂尼多维奇·多夫甘，2012年6月14日被国际天文学联合会正式接受。由于该陨坑尺寸较小，根据国际天文学联合会惯例，该名称并不特指具体之人。

## 描述
该陨坑位于月球17号着陆点以北500米处，处于月球车1号行进路线上，沿途的其它一些小陨坑如瓦西亚陨石坑、尼古亚陨石坑、斯拉瓦陨石坑、科什焦陨石坑、维佳陨石坑、吉纳陨石坑、鲍里亚陨石坑、瓦雷拉陨石坑、柯里亚陨石坑、列昂尼德陨石坑及艾伯特陨石坑都各自被予以了赋名。
该陨坑中心月面坐标为38°15′01″N 34°01′53″W / 38.2504°N 34.0315°W，直径0.10公里，深约0.02公里。
伊戈尔陨石坑外观呈圆杯状，坑内布满众多更细小的撞击坑。